# André Burkhard
Pour les articles homonymes, voir Burkhard.
André Burkhard (ou Burkhardt), né le 6 novembre 1950 à Benfeld (Bas-Rhin), est un footballeur français. Il évoluait au poste de défenseur.

## Biographie
Formé à l'AS Pierrots Vauban Strasbourg où il est international junior, il commence sa carrière au Racing Club de Strasbourg, période pendant laquelle il fréquente l'équipe de France Espoirs, puis arrive à Bastia en 1973. 
Il est finaliste de la coupe UEFA 1978 face au PSV Eindhoven mais ne joue pas le match retour perdu 3-0 par Bastia. 
Il rejoint ensuite le Puy-en-Velay puis le FC Grenoble.

## Clubs
- 1970-1973 :  Racing Club de Strasbourg
- 1973-1980 :  Sporting Club de Bastia
- 1980-1981 :  Le Puy-en-Velay
- 1980-1982 :  FC Grenoble

## Palmarès
- 1978 : Finaliste de la Coupe UEFA avec le Sporting Club de Bastia